# Hypolimnas antevorta
Hypolimnas antevorta är en fjärilsart som beskrevs av William Lucas Distant 1879. Hypolimnas antevorta ingår i släktet Hypolimnas och familjen praktfjärilar. Inga underarter finns listade i Catalogue of Life.

## Bildgalleri

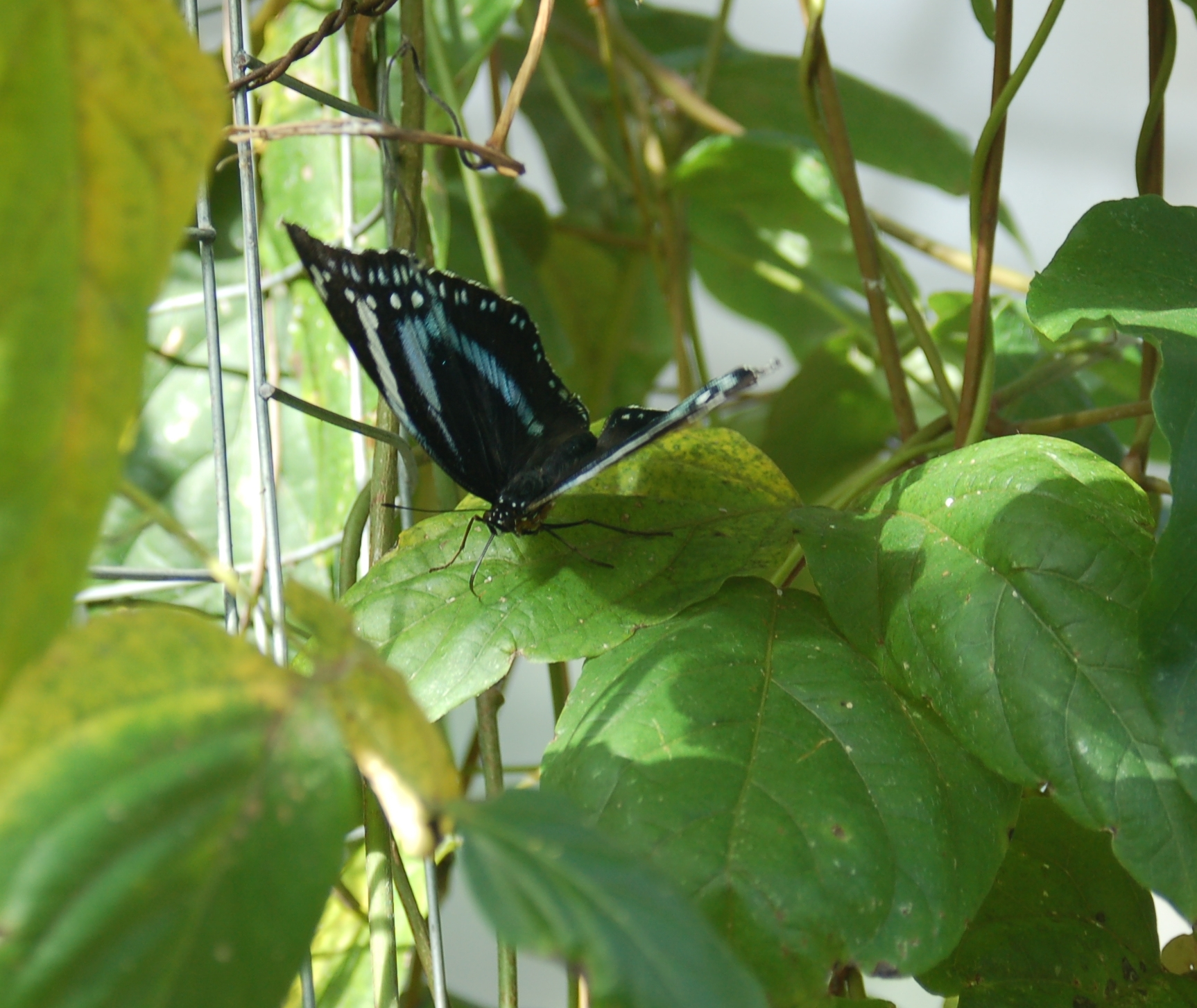
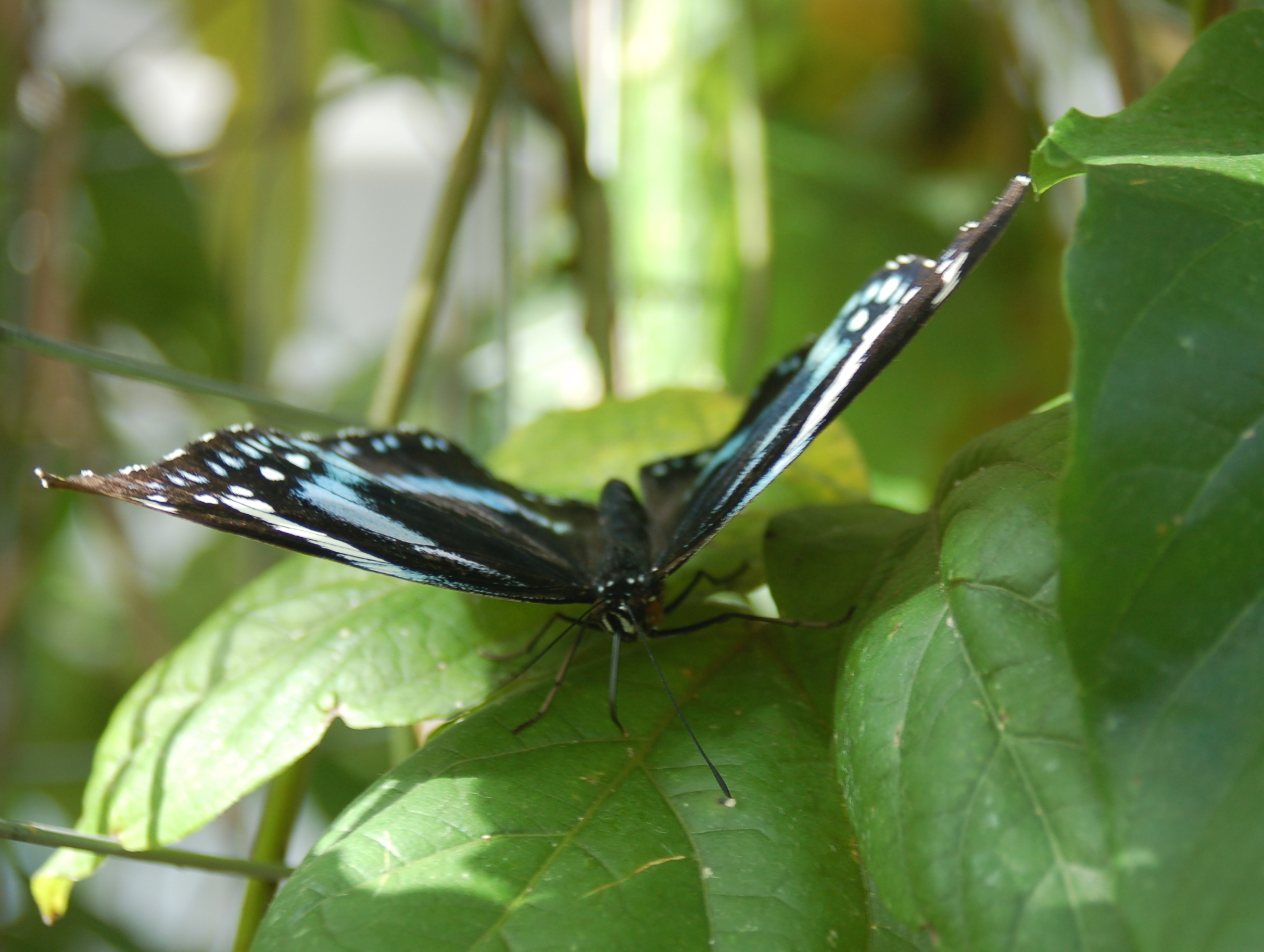
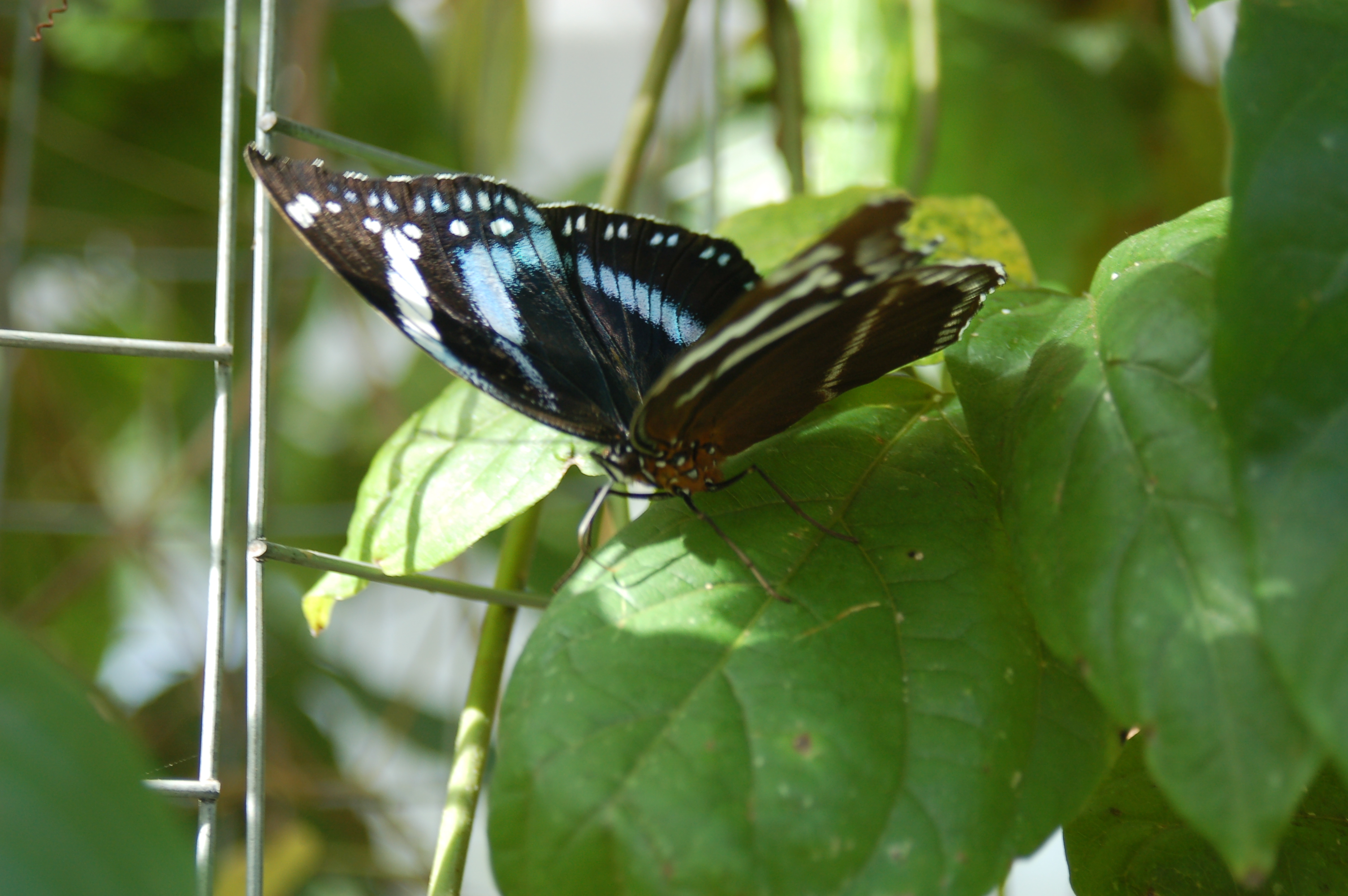